# Јавни превоз у Паризу
Париз је центар националног, а са ваздушним саобраћајем, међународног, сложеног транспортног система. Савремени систем је постављен на сложену мапу улица и широких булевара који су постављени на својим садашњим трасама у 19. веку. На националном нивоу, он је центар мреже путева и железница, а на више локалног, прекривен је густом мрежом аутобуских, трамвајских и метро сервисних мрежа.

## Улице и саобраћајнице
Париз је познат по нелинеарности мапе улица, јер је то град који је „природно“ растао око путева који воде до приградских и удаљенијих дестинација. Векови овог демографског раста створили су град скучен, налик лавиринту и нехигијенски, све док урбана обнова касног 19. века, коју је надгледао Жорж-Евгеније Хаусман, није резултирала широким булеварима које видимо данас. Ово је остало релативно непромењено све до 1970-их и изградње попречних градских и периферних брзих путева.
У скорије време, град је почео са реновирањем да би дао приоритет системима јавног превоза, и створио је „наменске“ траке намењене аутобусима, таксијима и, однедавно, бициклистима, сужавајући пролазе резервисане за аутомобиле и доставна возила. Иако смањује проток саобраћаја унутар самог града, ова модификација саобраћаја често доводи до загушења саобраћаја на главним саобраћајницама.

## Јавни превоз
Локално, најфреквентнији јавни превоз у Паризу је метро: преко 16 линија његове блиско распоређене станице (око 500 метара између њих на било којој линији) омогућавају везу између било ког главног града и било које друге, а протеже се неколико линија прилично далеко у предграђе. Ово је надземно допуњено прилично сложеном мапом аутобуских рута од 347 линија, а од 1992. године трамвај се поново појавио у осам линија на периферији главног града. Париз је такође чвориште Réseau Express Régional-а (РЕР), мреже надземних и подземних возова са већом брзином и ширем размаком која повезује главни град са удаљенијим приградским регионима. Трансилен, у железничкој мрежи која зрачи од престоничких железничких и РЕР станица, допуњује ово заузврат са још више приградских дестинација.
Превозну тарифу у Паризу диктирају зоне, са зонама 1-2 које покривају главни град и његову непосредну периферију, а зонама 3, 4 и 5 које покривају све удаљеније дестинације на Ил-де-Франс; месечне или недељне 'Навиго' пропуснице; покривају све облике јавног превоза унутар Ил-де-Франс (зоне више не важе за пропусницу од септембра 2015. године) уз паушалну накнаду. Они који немају месечну карту могу купити једну карту или књиге карата; једна карта омогућава путнику да прелази између аутобуске и трамвајске мреже, као и трансфер између метроа и РЕР мреже, али је трансфер једном картом између подземне и надземне мреже забрањен.

### Организација
За управљање јавним превозом у области Париза, основно правило је да РАТП (Régie Autonome des Transports Parisiens) управља свим транспортом унутар и шире од главног града Париза, а СНЦФ (Société Nationale des Chemins de Fer Français, државна железничка компанија чија мрежа покрива целу Француску) регулише сав транспорт ван престонице и само у њој, али постоје изузеци од овог правила. Метро, трамвај, већину аутобуских линија и неколико делова РЕР-а у унутрашњости града управља РАТП. Остатак РЕР-а, као и Трансилен, води СНЦФ.

### Метро
Париски метро има 14 линија (не укључујући две краће „навет“ „бис“ линије и жичару на Монмартру), а 12 од њих продире у околна предграђа (као две, линије 2 и 6, чине круг унутар Париза). Већина линија прелази град дијаметрално и само горе поменуте кружне линије у унутрашњости града служе као јединствена бочна интерконекција.

### РЕР
РЕР је мрежа регионалних возова великог калибра који саобраћају далеко до предграђа Париза, са мање заустављања у самом граду. Од своје прве линије А 1977. године прерасла је у мрежу од пет линија, А, Б, Ц, Д и Е: три (А, Б и Д) пролазе кроз највећу и најцентралнију метро станицу Париза Шателет-Лес-Халес. Линија Ц заузима пут некадашњих железничких пруга дуж кеја Рив Гош на Сени, а најскорије изграђена линија Е напушта железничку станицу Гаре Сен Лазар у Паризу ка дестинацијама на североистоку Париза.

### Трамвај
Сви париски трамваји су престали да саобраћају до 1937. године, али се овај начин превоза недавно вратио. Почев од 1992. године, две линије (Т1 и Т2) су изграђене паралелно са спољним границама главног града. Линија Т3, отворена 2006. године, заузима травнату стазу која пролази дуж већег дела париске границе на левој обали.

### Аутобус
Париске аутобуске линије повезују све тачке главног града и његових најближих приградских градова. У Паризу саобраћа 58 аутобуских линија које имају терминал у границама града.
Аутобусни систем главног града је добио велики подстицај током протекле деценије. Почевши од почетка 2000. године, главне артерије у Паризу су разређене како би се резервисала експресна трака резервисана само за аутобусе и такси, обично означена знаковима и ознакама на путу. У скорије време, ове аутобуске траке су изоловане од остатка редовног саобраћаја кроз ниске бетонске баријере које формирају „кулоаре“ (коридоре) и спречавају све друге облике париског саобраћаја да чак и привремено уђу у њих.
Постоје електрични аутобуси. Аутономни аутобуси се такође експериментишу у Винсену од новембра 2017.

### Вожња бициклом
Бициклизам постаје популаран начин превоза у Паризу иако је инфраструктура још увек веома оскудна. Велиб шема изнајмљивања бицикала уведена је средином 2007. године са преко 20.000 бицикала доступних на местима за изнајмљивање широм града.

### Статистика париског јавног превоза
Просечно време које људи проведу на путу до посла јавним превозом у Паризу, на пример на посао и са посла, радним даном је 64 минута. 15% возача јавног превоза вози се више од 2 сата сваког дана. Просечно време чекања на станици или станици јавног превоза је 12 минута, док 14% возача чека у просеку преко 20 минута сваког дана. Просечна раздаљина коју људи обично возе у једном путовању јавним превозом је 10.8 км, док 29% путује више од 12 км у једном правцу.